# الاتحاد الديمقراطي الكردي الفيلي
الاتحاد الديمقراطي الكردي الفيلي (بالكردية: یەکگرتنی دیموکراتی کوردی فەیلی) هي منظمة سياسية تمثل الأكراد الفيليين في العراق وتعمل من أجل الدفاع عن حقوقهم، تأسست سنة 2005 في السويد.  ومنذ ذلك الحين، نفذ الاتحاد عددًا من الأنشطة والفعاليات بهدف تعزيز مكانة الأكراد الفيلية، وتنسيق جهودهم، ونقل قضاياهم إلى المحافل العراقية والإقليمية والدولية، والعمل على حماية مصالحهم وتحقيق مطالبهم. ينظم الاتحاد سنويًا يوم الشهيد الفيلي في 2 أبريل (نيسان). 

## تاريخه
تأسس الاتحاد الديمقراطي الكردي الفيلي في 26 أغسطس 2005 بهدف توفير إطار سياسي وتنظيمي للأكراد الفيليين في العراق. كما جاء تأسيس الاتحاد استجابةً للتطورات السياسية والاجتماعية المتلاحقة، وللتعامل مع القضايا والظروف والتطلعات الخاصة بالأكراد الفيلية، لا سيما بعد سقوط النظام البعثي.  وضمت اللجنة التحضيرية كلا من: أزهار عبد الكريم، إيمان أنور حيدري، جميل زيتلي، حسين عيدان، سعاد حسين، سعدون سيف الله، سلمان حبيب مظاهر، سمير جراغ وندي، سميرة مراد، عبد الجبار سليم محمد، عدنان عباس، وغفور خنجر وآخرون.  ويصف الاتحاد نفسه في نظامه الداخلي بأنه «كيان سياسي كردي، ديمقراطي في هيكلته وتنظيمه وعلاقاته الداخلية، يعتمد الشفافية في جميع تعاملاته، ويؤمن بتنوع الأفكار كخط سياسي رئيسي، ويضع على رأس أولوياته الدفاع عن مصالح الأكراد الفيلية أينما وجدوا». 
يهدف الاتحاد إلى تحقيق عدد من الأهداف الأساسية، من بينها:
العمل على انتزاع قرار رسمي من الدولة العراقية يدين عمليات القتل والترحيل والتهجير الجماعي القسري للإكراد الفيلية ومصادرة جنسيتهم العراقية وممتلكاتهم ابّان العقود الماضية ويعيد اليهم الاعتبار السياسي والاجتماعي والثقافي.
العمل على الارتقاء بالمجتمع الكردي الفيلي اجتماعيًا واقتصاديًا وثقافيًا.
بذل الجهود الحثيثة لجمع شمل التنظيمات الكردية الفيلية على أساس الإخاء والتضامن لتحقيق الأهداف والتطلعات المشتركة.
العمل على تثبيت حق الأكراد الفيلية في المواطنة العراقية الكاملة غير المنقوصة وغير المقيدة بأية قيود وإعادة الجنسية العراقية للذين سلبت منهم ومنحها للذين حرموا منها حتى اليوم وتحريم نزعها عن المواطنين العراقيين لأي سبب من الأسباب وتثبيت ذلك في الدستور العراقي وفي قوانين الجنسية العراقية.
العمل من أجل حصول الأكراد الفيلية على تعويض عادل عن الأضرار الفادحة التي لحقت بهم جراء عمليات القتل الجماعي والصهر القومي والتطهير العرقي والتعريب وسلب الجنسية والتهجير القسري الداخلي والابعاد القسري إلى خارج البلاد خاصة خلال السبعينات والثمانينات، وعن أموالهم المنقولة وغير المنقولة المصادرة.»
يسعى الاتحاد إلى تعزيز التضامن مع القوى الكردية، والتعاون مع التنظيمات السياسية العراقية بهدف دعم حقوق الأكراد الفيلية وتحقيق أهدافه المعلنة. عقد المؤتمر الأول للاتحاد تحت شعار «الأكراد الفيلية ودورهم في النضال التحرري لشعبنا الكردي» في أربيل في 3-4 ديسمبر (كانون الأول) 2005، وحضره عدد من الشخصيات الكردية البارزة مثل مسعود البارزاني، عدنان المفتي، كوسرت رسول علي، بالإضافة إلى عدد من المسؤولين في حكومة إقليم كردستان.

## أنظر أيضاً
- اضطهاد الكرد الفيليين في عهد صدام حسين